# Storia della liturgia cristiana
La Chiesa cristiana sin dall'inizio si riuniva regolarmente per il culto comunitario. La forma più basilare di culto nella Chiesa primitiva (lettura ed esposizione delle Sacre Scritture, la preghiera, il canto dei Salmi, l'osservanza dei sacramenti) deriva dall'esempio e comando di Gesù che, con l'eccezione dell'eucaristia da lui istituita, ha ripreso e riadattato la pratica del culto ebraico sinagogale.

## La liturgia nella Chiesa apostolica
La prima comunità cristiana a Gerusalemme era essenzialmente ebraica e, come tale, accettava quello che ora conosciamo come Antico Testamento. Ciò che distingueva questi primi cristiani dall'ebraismo tradizionale era la ferma loro persuasione che Gesù fosse il Messia promesso e che la salvezza potesse essere conseguita solo seguendo Lui.
Essi continuavano a rendere culto a Dio alla maniera giudaica, ma aggiungevano la celebrazione eucaristica (Atti 2,42-46) e la preghiera elevata a Dio in nome di Gesù (Atti 4,24-30).
Sebbene i cristiani si radunassero quotidianamente per pregare, per la comunione fraterna, la predicazione e l'insegnamento, (Atti 2,46, Atti 5,42), il giorno principale della settimana per rendere culto a Dio era stato spostato, quasi sin dall'inizio, dal sabato alla domenica, perché era il giorno della risurrezione.
Non è chiaro quale fosse l'ordine del culto stabilito dagli apostoli nella chiesa, ma la liturgia era comunque molto semplice. Tutte le evidenze (il Nuovo Testamento e gli scritti non canonici dell'epoca) indicano che, sebbene gli elementi del culto non avessero una sequenza fissa, il punto culminante del culto domenicale era la frazione del pane. Una fonte antica, la Didaché (circa 95-150), ci dà una descrizione dettagliata di come l'eucaristia fosse celebrata, incluse le preghiere da usarsi, come pure altre indicazioni liturgiche ed usi. Erano incluse formule fisse di preghiera, ma veniva lasciato ampio spazio alla preghiera spontanea. Si richiedeva pure che la confessione di peccato precedesse la celebrazione dell'eucaristia.
Giustino nella Apologia prima scritta circa nella seconda metà del II secolo, descrive la cena del Signore come "eucaristia" (cioè "ringraziamento"), come pure fa la Didaché (14:1). Nel descrivere il servizio di culto, Giustino scrive: «Le memorie degli apostoli (i vangeli) e gli scritti dei profeti, erano letti ad alta voce fintanto che il tempo lo permetteva» (Apologia prima, 67). Senza dubbio gli "Scritti dei profeti" erano i libri dell'Antico Testamento. Dagli scritti di Giustino è chiaro che le chiese avevano un ordine del culto definito, stabilito per tradizione, ma il culto era molto semplice.
Nella Chiesa primitiva vi erano riunioni in cui i credenti che erano stati battezzati celebravano l'eucaristia nell'ambito di un vero pasto. Già molto presto, però, questo pasto viene separato dal sacramento propriamente detto (Clemente Alessandrino, Paedagogos 2:1; Stromata 3:2; Tertulliano, Apologia 39) ed era chiamato "agape". Con il IV secolo l'osservanza dell'"agape" si estingue soprattutto a causa dei disordini di condotta che causava (Agostino d'Ippona, Lettera ad Aurelio 22:4).
L'osservanza delle festività annuali da parte del giudaismo fa sorgere nei cristiani l'idea di "anno ecclesiastico", ora chiamato "anno liturgico", ma questo tentativo di santificare l'intero anno con una successione di festività sacre, si sviluppa lentamente. La chiesa primitiva non aggiunge le feste del Natale e dell'Epifania se non nel IV secolo e l'anno liturgico com'è ora osservato non è completo se non alla fine del VI secolo.
L'apostolo Paolo menziona rivelazioni, glossolalia e interpretazione delle lingue come parte della pratica consueta del culto in alcune chiese. L'esercizio di questi carismi o doni spirituali, era regolato in modo stretto affinché il culto si svolgesse in buon ordine ("ogni cosa sia fatta con dignità e con ordine" 1 Cor 14,40). Ecco così come la libera espressione dello Spirito andasse, nello stesso culto, accanto alle espressioni liturgiche fisse. Questa libera espressione dello Spirito Santo nella glossolalia e nella profezia sembra essersi estinta molto presto, probabilmente quando si chiude autorevolmente il canone delle Sacre Scritture. Già al tempo di Giustino sembra che il profetizzare, la glossolalia e l'interpretazione delle lingue sia scomparsa, se non in gruppi eterodossi. Quel che rimaneva era un culto diviso in due parti, la prima era un adattamento ed un'espansione del  culto ebraico che avveniva nelle sinagoghe fatto di lode, preghiera ed insegnamento, la seconda l'osservanza della cena del Signore.
Sin dal II secolo si rileva un graduale allontanamento dal culto libero descritto dal Nuovo Testamento, un cambiamento che muterà il carattere del cristianesimo primitivo. È chiaro dall'ordinamento del culto proposto da Ippolito, compilato prima del 236 come fosse avvenuto uno sviluppo considerevole nelle forme rispetto all'uso antico, ma il culto allora era comunque semplice e relativamente breve, come pure libere sembra che fossero gran parte delle preghiere.

## La liturgia nella Chiesa paleocristiana
Quando, dopo secoli di persecuzioni, l'imperatore Costantino rese legale il culto cristiano nel 313, la nuova immagine pubblica dei cristiani incoraggia la costruzione di splendide chiese e la creazione di servizi religiosi di grande solennità e sfarzo, elaborati e più lunghi.
Originalmente la messa era un rito semplice con due suddivisioni di base, la "Liturgia della Parola" e la "Liturgia eucaristica".
Per la fine del IV secolo cominciano ad essere elevate barriere fra l'altare e il popolo.

## La liturgia nelle chiese della Riforma
I riformatori erano molto più interessati alle dottrine che ai materiali del culto e la maggior parte di loro presta solo una limitata attenzione allo sviluppo della liturgia.
Al tempo della Riforma protestante nasce però una grande varietà di servizi di culto. Martin Lutero all'inizio, usa solo una forma abbreviata della messa romana, più tardi opera su di essa cambiamenti significativi per ricuperare l'idea neotestamentaria di comunione nell'osservanza dell'eucaristia.
Zwingli mette radicalmente in questione tutta la struttura ed il significato della messa sradicando da essa tutto ciò che non trova conforme all'insegnamento ed all'esempio del Nuovo Testamento. Egli vi elimina persino il canto comunitario e la musica (particolarmente l'uso dell'organo in chiesa), ritenendo che al centro del culto della chiesa vi debba solo essere la lettura e la spiegazione delle Sacre Scritture dalle quali nulla deve distrarre.
Obiettivo dichiarato di Giovanni Calvino è il ritorno alle pratiche della chiesa primitiva. Sebbene egli elimini tutto ciò che nella messa indichi che si tratti di un sacrificio, sulla base dell'insegnamento biblico che il sacrificio di Cristo è stato unico ed irripetibile (cfr. Ebrei 7,28), come pure ogni preghiera rivolta ai santi ed alla Vergine Maria, egli ritiene utile ed importante il canto comunitario, particolarmente dei Salmi. Egli pone il sermone al centro della liturgia come sua parte più importante. La sua liturgia diventa la norma del culto nelle chiese che si rifanno anche oggi al Calvinismo, dette chiese riformate o presbiteriane.
Nella Riforma protestante continentale europea, l'allontanamento dalle pratiche del Cattolicesimo è più radicale che in Inghilterra Enrico VIII non abbraccia le dottrine dei Riformatori continentali. Egli desidera semplicemente liberare la chiesa in Inghilterra dalla giurisdizione del Papa di Roma. Per un po' culti in Inghilterra continuano ad essere condotti nel quadro della messa tradizionale, ma ben presto l'influenza della Riforma continentale prevale. Thomas Cranmer arcivescovo di Canterbury trasforma la messa latina in un servizio liturgico completamente in inglese, revisione questa che viene approvata dal Parlamento. Una seconda revisione dell'opera di Cranmer, conosciuta come il secondo Prayer Book di Edoardo VI, è pubblicata nel 1552. Essa include un certo numero di cambiamenti dovuti a forti pressioni puritane. È così sufficientemente purgato dalle influenze del Cattolicesimo da essere sostenuto in Scozia dal riformatore John Knox. L'edizione finale del "Book of Common Prayer" è pubblicata nel 1662 ed è rimasto normativo (salvo revisioni susseguenti) fino ad oggi nella Chiesa anglicana, benché il suo carattere fortemente pluralista ammetta forme di culto diverse da quella. Nella Chiesa anglicana, infatti, troviamo comunità dove la domenica si celebra una messa non molto diversa da quella cattolica, con tanto di paramenti, candele, processioni, formule e preghiere responsoriali ecc. Altre comunità anglicane celebrano il culto in modo simile al culto evangelico riformato altre ancora in maniera simile a quello delle chiese libere evangelicali.
In Inghilterra nel 1643 il Parlamento convoca a Westminster un'assemblea di teologi da tutto il Regno unito per produrre non solo una Confessione di fede e due catechismi, ma anche un "Direttorio per il Culto pubblico di Dio". Sebbene accolto dal Parlamento, queste istruzioni, decisamente impostate ai presupposti teologici calvinisti non godranno di ampio seguito, se non soprattutto in Scozia, che diventano normative fino a tutto il XIX secolo. Esse continuano ad essere accolte in numerose chiese riformate e presbiteriane nel mondo intero.